# Sean David Morton
Sean David Morton (sinh năm 1959) là nhà ngoại cảm, nhà nghiên cứu UFO và kẻ sở hữu khả năng nhìn từ xa thường tự nhận mình là "Nhà tiên tri của nước Mỹ". Cho đến khi những rắc rối pháp lý dẫn đến việc Morton bị giam trong nhà tù liên bang, ông còn đứng ra tổ chức các chương trình phát thanh, viết sách và làm phim tài liệu về hiện tượng huyền bí. Năm 2010, Morton và vợ bị buộc tội gian lận chứng khoán dân sự. Giám đốc văn phòng khu vực New York của Ủy ban Giao dịch và Chứng khoán Hoa Kỳ (SEC) tuyên bố rằng "Năng lực ngoại cảm tự xưng của Morton chẳng qua chỉ là một trò lừa đảo nhằm thu hút các nhà đầu tư và ăn cắp tiền của họ mà thôi". In 2016, Năm 2016, Morton và vợ đều bị truy tố về tội danh liên quan đến thuế Liên bang, và bị tuyên án tù giam vào tháng 4 năm 2017.

## Tiểu sử

### Thân thế và học vấn
Morton từng trải qua những năm đầu đời của mình ở Texas và những năm trung học tại Atherton, California qua việc nhập học Trường Trung học Woodside rồi tốt nghiệp vào năm 1976. Ông còn bị nghi ngờ từng học qua một trường quân sự. Morton theo học Đại học Nam California, tốt nghiệp Cử nhân chuyên ngành Khoa học chính trị và Cử nhân Nghệ thuật biểu diễn. Cha ông là viên chức quan hệ công chúng của tập đoàn TRW, và mẹ anh là tác giả viết về sức khỏe và phát thanh viên truyền hình Maureen Kennedy Salaman. Cha mẹ của ông đều là những tín đồ Kitô giáo theo trào lưu chính thống nhưng Morton hay tự nhận mình là "nhà tư tưởng Thời đại Mới". Morton cho biết hồi còn nhỏ ông thường nghe các phi hành gia mô tả trải nghiệm của họ với người ngoài hành tinh. Dù cho ông khẳng định mình từng tiếp xúc nhiều với các phi hành gia suốt thời thơ ấu, nhưng trong quãng đời về sau, Morton tố cáo rằng NASA chỉ là "tổ chức giả mạo" mà thôi.
Morton bắt đầu quan tâm đến điều huyền bí sau chuyến đi đến Anh và Ireland năm 1985, nơi ông tham gia vào cái mà ông gọi là câu chuyện về sử thi Green Stone hoặc sử thi Meonia Stone. Sau này ông có chuyến đi đến Ấn Độ và gặp Đạt Lai Lạt Ma. Morton kể lại rằng khi ở Ấn Độ, các nhà sư Nepal đã dạy cho ông bí quyết du hành thể vía và họ cũng giúp ông phát triển năng lực nhìn từ xa.

### Học vị Tiến sĩ
Morton sử dụng học vị "Tiến sĩ" trong các tình huống trang trọng như thuyết trình hội nghị. Trang web Aquarian Radio cho biết ông đã nhận bằng Tiến sĩ tâm lý trị liệu của Viện Khoa học Tâm linh và Sức khỏe Quốc tế ở Montreal, Canada vào năm 2005. Còn được gọi là Trường Đại học Quốc tế Khoa học Tâm linh & Ngoại cảm, cơ sở này cung cấp chương trình giảng dạy gồm bốn phần. "Chương trình cấp độ V", được tuyên bố là tương đương với bằng tiến sĩ, yêu cầu 120 tín chỉ sau đại học với mức phí 40 đô la Canada cho mỗi tín chỉ.

### Công việc liên quan
Từ năm 1985 đến 1996, Morton sản xuất phim tài liệu về các chủ đề bao gồm Chupacabra và Bigfoot. Ông còn tổ chức những chuyến tham quan quanh Khu vực 51. Morton cho rằng người ngoài hành tinh từ Khu vực 51 đến từ "Krondac," một hành tinh cách Trái Đất khoảng 800 năm ánh sáng.
Morton từng là chủ đề của một bài viết đăng trên trang web UFO Watchdog có tựa đề "Nhà ngoại cảm vô liêm sỉ và lời tiên tri về sự dối trá của anh ta", khiến nhiều người nghi ngờ về những tuyên bố của Morton. Morton liền đệ đơn kiện trang web vì tội phỉ báng nhưng vụ kiện đã bị bác bỏ.
Morton cũng tiến hành các cuộc hội thảo dựa trên tư tưởng công dân có chủ quyền, trong đó ông tuyên bố rằng người Mỹ có thể "giải phóng" mình khỏi chính phủ Liên bang và thúc đẩy các biện pháp xóa món nợ thế chấp, hóa đơn thuế và các khoản vay của sinh viên.

### Phí gian lận chứng khoán
Từ năm 1996 đến 2010, Morton điều hành một ấn phẩm in và trực tuyến mang tên Bản tin Delphi Associates (DAN) nhằm cung cấp những dự đoán về kinh tế, tài chính và chính trị. Năm 2001, Morton dự đoán rằng Chỉ số Công nghiệp Dow Jones sẽ tăng lên khoảng 12.000 vào tháng 12. Chỉ số thực sự kết thúc ở 8,341. Năm 2007, ông thành lập Tập đoàn Đầu tư Delphi nhằm cho phép giới đầu tư kiếm được lợi nhuận từ việc kinh doanh các loại tiền tệ trên thế giới dựa trên những dự đoán của mình.
Ngày 7 tháng 3 năm 2010, Morton và vợ là Melissa bị buộc tội gian lận chứng khoán dân sự. Ông bị tố đã lừa đảo khoảng 100 khách hàng với số tiền 6 triệu đô la từ năm 2006 đến năm 2007. Theo SEC, chỉ một phần số tiền mà Morton nhận đều được chuyển vào các tài khoản giao dịch ngoại hối, phần còn lại được chuyển sang các công ty vỏ bọc dưới sự điều hành của Morton và vợ.
Năm 2009, Morton đã cố gắng đệ đơn kiện SEC vì tội quấy rối, nhưng vụ kiện đã bị bác bỏ. Tháng 2 năm 2013, Morton bị thẩm phán yêu cầu trả 11,5 triệu đô la cho SEC trong vòng 14 ngày.

### Tiền án hình sự về thuế của Liên bang Mỹ
Morton và vợ Melissa đã bị bắt vào ngày 31 tháng 1 năm 2016 sau khi bị buộc tội 51 tội danh phát hành công cụ giả, 4 tội danh khai báo tài liệu thuế thu nhập liên bang sai, và một tội danh âm mưu lừa đảo Sở Thuế vụ (IRS). Khoản phí thứ hai có nguồn gốc là vì Mortons đã nộp một số tờ khai thuế yêu cầu hoàn lại tiền do các khoản thanh toán quá mức không tồn tại. Trong một trường hợp như vậy, IRS không thể kiểm tra chéo đầy đủ và thực sự phát hành một tấm séc trị giá 480,323 đô la Mỹ, số tiền này ngay lập tức được chuyển vào các tài khoản khác. Họ lần lượt phải đối mặt với 650 và 625 năm tù liên bang. Ngày 7 tháng 4 năm 2017, Sean và Melissa Morton bị bồi thẩm đoàn tòa án Liên bang tuyên án 51 tội danh. Bồi thẩm đoàn đã đưa ra phán quyết chỉ sau hai giờ. Bản án đã được ấn định vào ngày 19 tháng 6 năm 2017.
Bản án dành cho Melissa Morton được lập lại vào ngày 21 tháng 8 năm 2017. Sean David Morton đã không xuất hiện trong buổi điều trần ngày 19 tháng 6. Lệnh bắt giữ liên bang được ban hành ngay lập tức. Ngày 21 tháng 8 năm 2017, Morton và vợ bị bắt và tống giam.
Ngày 18 tháng 9 năm 2017, Sean David Morton bị kết án sáu năm tù và được lệnh phải trả 480.322 đô la tiền bồi thường cho Sở Thuế vụ. Tòa án cũng ra lệnh thả có giám sát trong 5 năm sau khi Mortons mãn hạn tù, với điều kiện ông "không được tham gia . . . vào bất kỳ hoạt động kinh doanh nào liên quan đến việc bán các công cụ tài chính hoặc cung cấp các dịch vụ xóa nợ .  . . ." Cùng ngày, Melissa Morton bị kết án hai năm tù giam với các điều kiện tương tự liên quan đến giám sát sau khi được thả, và bà được lệnh phải trả số tiền bồi thường tương tự cho Sở Thuế vụ.
Sean David Morton ra tù năm 2021. Melissa Morton đã hoàn thành kỳ hạn tù giam của mình tại Viện Cải huấn Liên bang ở Victorville, California.

## Xuất hiện trên truyền thông
- 1992 UFOs and the Alien Presence
- 1997 Area 51: The Alien Interview
- 2006 Fastwalkers
- 2010 Metaphysia 2012
- 2011 Apocalypse According to Doris
- 2012 New Humanity
- 2012 Beyond the Edge
- 2012 Ancient Aliens
- 2013 UFO Chronicles

## Ấn phẩm
- Morton, Sean; Haley, Wayne (2006). Black Seraph: A Novel of Espionage and Intrigue. BookSurge. tr. 188. ISBN 9781419638602. OCLC 159993340.
- Morton, Sean (2011). Sands of Time. Starlocke Publishing. ASIN B00CPT04OG.